# Караманоглу, Алтан
Алтан Караманоглу (тур. Altan Karamanoğlu; 2 июня 1935, Болу — 17 мая 2012, Лион) — турецкий политик, Чрезвычайный и Полномочный посол Турции в Азербайджане (14.01.1992 - 24.04.1995)
и в Литве (28.02.1998 - 16.04.2000).

## Биография
Алтан Караманоглу родился 2 июня 1935 года в Болу, Турция.. Его отец, Ахмед Гудси Мухсин Караманоглу, происходил из влиятельной семьи Болу Сурейя Эфенди.
Окончив Галатасарайский лицей в 1953 году, Алтан Караманоглу поступил на юридический факультет Анкарского университета.

## Карьера
Свою карьеру Алтан Караманоглу начал в 1957 году в протокольном отделе Министерства иностранных дел Турции. После он работал на различных дипломатических должностях. Места работы дипломата представлены ниже:
1984—1985 г — Генеральное консульство в Тебризе.
1988—1991 г — Генеральное консульстве в Лионе
1991—1992 г — Генеральный консул в Баку
1992—1995 г — Чрезвычайный и Полномочный посол Турции в Азербайджане
1995—1998 г — директор Консульского управления Министерства иностранных дел Турции
1998—2000 г — посол Турции в Литве.
Вышел на пенсию в 2000 году, в 2002 году поселился во Франции.
Алтан Караманоглу скончался 17 мая 2012 года в Лионе. Похоронен в Турции.